# 베타위족
베타위족(Orang Betawi in 인도네시아어, "바타비아의 사람들"을 의미) 또는 바타비는 자카르타와 그 인근 지역에 거주하는 오스트로네시아족 민족으로, 종종 도시의 주민으로 묘사된다. 그들은 17세기부터 바타비아(자카르타의 네덜란드 식민지 이름)에 거주했던 사람들의 후손이다.
베타위족이라는 용어는 18세기 바타비아로 다양한 민족 집단이 융합되면서 등장했다.

## 기원과 역사

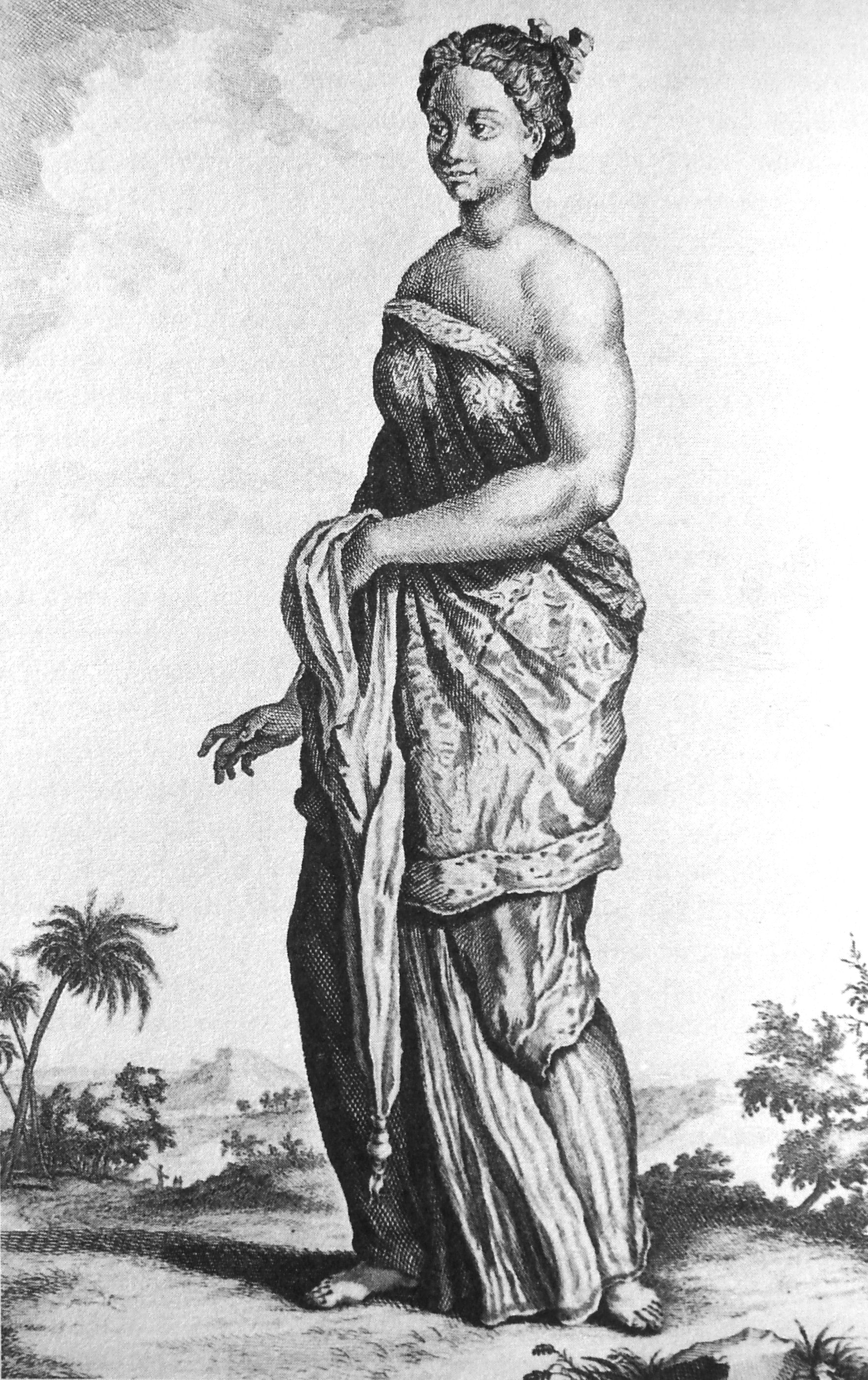
많은 쿨리와 노예들이 자와섬 외부에서 바타비아 (네덜란드 동인도)로 고용되었다.

베타위족은 인도네시아에서 가장 최근에 형성된 민족 집단이다. 그들은 조상이 인도네시아와 해외의 여러 지역에서 왔기 때문에 크리올 민족 집단이다. 19세기 이전에는 베타위족의 자기 정체성이 아직 형성되지 않았다. 베타위라는 이름은 원래 고대 게르만족인 바타비족의 이름을 따서 명명된 도시 "바타비아"의 토착어 표현에서 유래했다.
17세기, 원래 주민들이 추방되고 자야카르타(Jayakarta) 시가 불탄 후, 네덜란드 식민 당국은 바타비아 시를 건설하고 재인구화하기 시작했다.
재인구화는 VOC의 무역 이익을 강화하고 위험에 빠뜨리지 않기 위함이었다. 초기에는 VOC와 전쟁 중이었던 자와인, 순다인 및 기타 인구 집단은 도시와 주변 지역(Ommelanden)에 들어올 수 없었다.
네덜란드 식민지를 건설하는 것이 VOC의 이익에 부합하지 않는다는 것이 명백해진 후, 네덜란드 행정관의 작은 최상위 계층, 충성스러운 혼합 기독교 유럽-아시아 계층, 자유 아시아인 계층, 그리고 많은 수의 노예 계층이 선택되었다.
초기 인구는 다음과 같았다.
- VOC가 수입한 노예: 인도, 방글라데시, 스리랑카, 태국, 말레이시아, 필리핀, 아프리카 및 인도네시아의 여러 해안 지역 출신.
- 이전 포르투갈 정착촌 출신 자유(해방된) 기독교 시민.
- 푸젠(Fujian) 전쟁으로 네덜란드 포모사로 도피한 많은 수의 중국인 노동자.
- 기타 자유 아시아인
- 아시아 거주자 노예: 발리주, 마카사르, 보르네오, 보네/부톤, 티모르, 숨바와, 반텐, 수카다나, 치레본, 말라바르 및 기타 지역 출신.

마타람 왕국과의 휴전 후, 자와인과 순다인도 그곳에 살게 되었다.
17세기 말까지 바타비아 인구는 약 7%의 네덜란드인, 20%의 기독교 아시아인과 혼혈인, 10%의 중국인, 12%의 말레이족, 자와인 및 발리인, 그리고 50% 이상의 노예로 구성되었다.
가장 초기의 주민들은 발리인 노예와 암본인 용병이었다. 그 후 다른 민족 집단이 뒤따랐는데, 그들은 말레이족, 순다인, 자와인, 미낭카바우족, 부기족 그리고 마카사르인이었다. 인도인, 마르데케르족, 포르투갈인, 네덜란드인, 아랍계 인도네시아인, 중국계 인도네시아인, 그리고 인도계 인도네시아인과 같은 외국인 및 혼혈 민족 집단도 포함되었는데, 이들은 원래 일하기 위해 바타비아로 유입되거나 유인된 사람들이었다.
원래 17세기에서 18세기경, 바타비아 주민들은 그들의 출신 민족에 따라 순다족, 자와족, 말레이족, 암본족, 부기족-마카사르족, 아랍족, 중국족으로 식별되었다. 이는 바타비아 시민들의 이민자 민족 배경을 기록한 바타비아 인구 조사 기록에 나타나 있다. 그들은 특정 민족 기반의 캄풍으로 분리되었으며, 이것이 오늘날 자카르타에 캄풍 멜라유, 캄풍 발리, 마카사르, 캄풍 암본과 같은 민족 고유의 이름을 딴 일부 지역이 있는 이유이다. 이 민족 집단들은 18세기에서 19세기경에 합쳐져 형성되었다. 19세기 후반이나 20세기 초가 되어서야 바타비아 주민이 될 이 집단은 스스로를 "베타위"라고 불렀는데, 이는 말레이어 기반 크리올 민족 집단으로, 말레이, 자와, 순다에서 아랍, 중국에 이르는 다양한 영향이 혼합된 문화를 가지고 있다. "베타위"라는 용어는 1930년 바타비아 주민 인구 조사에서 처음으로 민족 범주로 등재되었다. 베타위족은 주변 순다족 및 자와족과는 다른 문화와 언어를 가지고 있다. 베타위족은 음악과 음식 전통으로 잘 알려져 있다.

## 언어

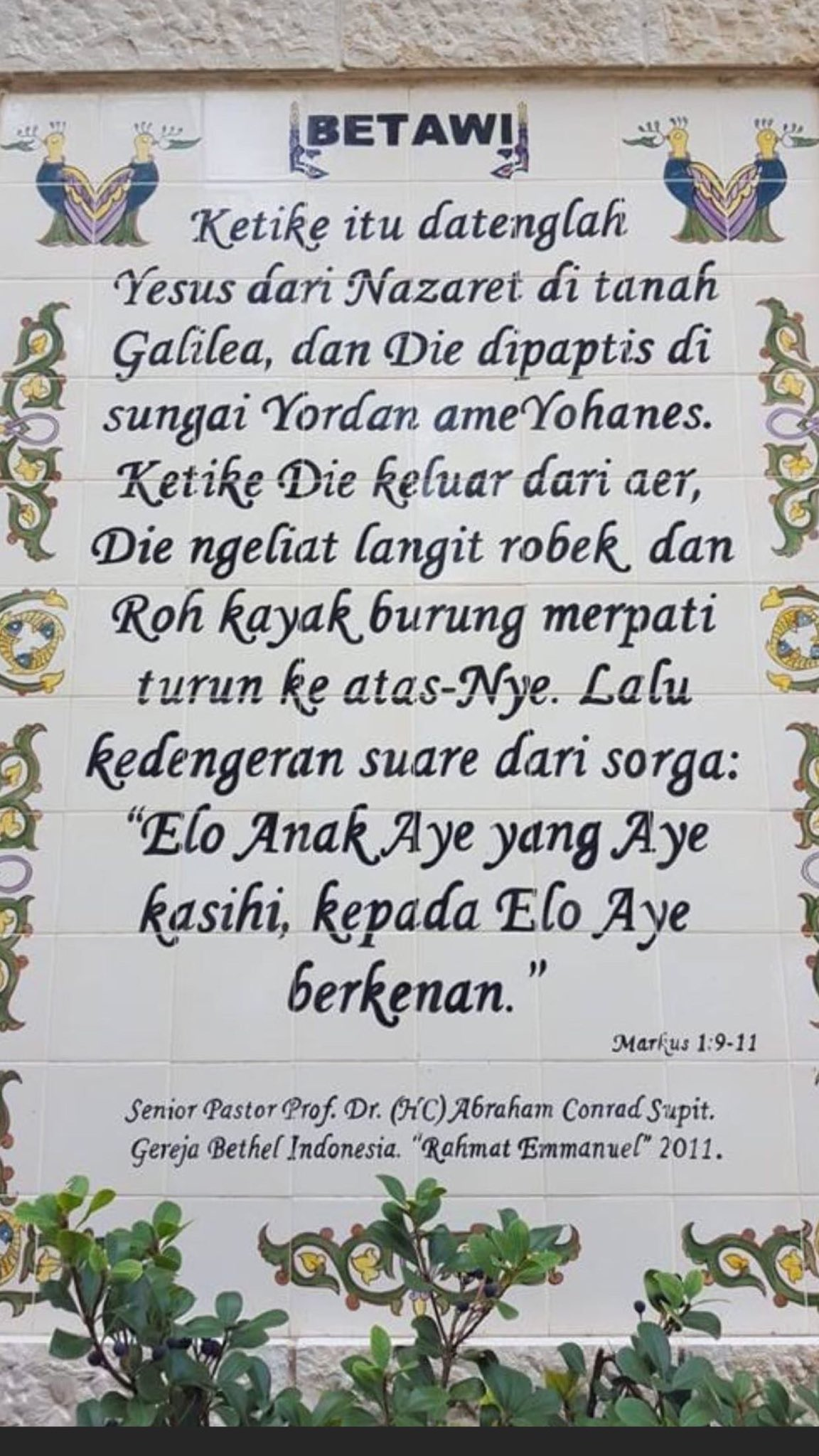
베타위어

베타위어는 베타위 말레이어라고도 알려져 있으며, 말레이어 기반 크리올 언어이다. 이 언어는 자와섬의 북부 해안에서 사용되는 유일한 말레이어 기반 방언이었다. 다른 자와섬 북부 해안 지역은 압도적으로 자와어 방언이 지배적이며, 일부 지역에서는 마두라어와 순다어가 사용된다. 베타위어 어휘에는 취안장어, 아랍어, 네덜란드어에서 유래한 외래어가 많다. 오늘날 베타위어는 인도네시아에서 인기 있는 비공식 언어이며 인도네시아 슬랭의 기반으로 사용된다. 이 언어는 인도네시아에서 가장 널리 사용되는 언어 중 하나이며, 또한 국가에서 가장 활발한 지역 방언 중 하나이다.

## 사회
자신들의 고향에서 소외된 민족 집단이라는 역사적 감정 때문에, 베타위족은 다른 민족 집단으로부터 자신들을 보호하고 베타위 연대를 강화하기 위해 여러 공동체 조직을 결성한다. 주목할 만한 조직으로는 포룸 베타위 렘푸그 (FBR), 포르카비 (베타위족 소통 포럼, Forkabi), 이카탄 켈루아르가 베타위 (베타위 가족 네트워크, IKB)가 있다. 이 조직들은 상당 부분이 경제적으로 비공식 부문으로 전락한 베타위족의 협상력을 높이기 위한 풀뿌리 운동 역할을 한다. 그들 중 일부는 상당한 수의 추종자를 보유하고 있다. 예를 들어, 2021년 현재 포르카비는 자보데타벡 지역 전역에 걸쳐 50만 명의 회원을 보유하고 있다.

## 종교
베타위족의 종교
베타위족의 상당수는 수니파 이슬람을 믿는다. IAIN 페칼롱간의 인류학자 파크리 알리는 이슬람이 베타위 문화와 정체성 형성의 주요 원천 중 하나이며, 따라서 이 둘은 분리될 수 없다고 간주한다. 이슬람의 요소는 베타위 사회의 여러 부분에서 찾아볼 수 있다. 예를 들어, 베타위 조직인 포룸 베타위 렘푸그(FBR)는 그들 조직의 정신을 세 가지 S, 즉 살라트 (기도), 펜착실랏 (무술), 스콜라 (이슬람 기숙학교 기반 교육)로 여긴다. 베타위족은 종종 그들의 글에서 이슬람 정체성을 강력히 강조하며, 이는 많은 외국 학자들에 의해 관찰된다. 모내시 대학교의 수잔 아베야세케레는 많은 베타위족이 경건하고 정통적인 이슬람교도라고 관찰했다.

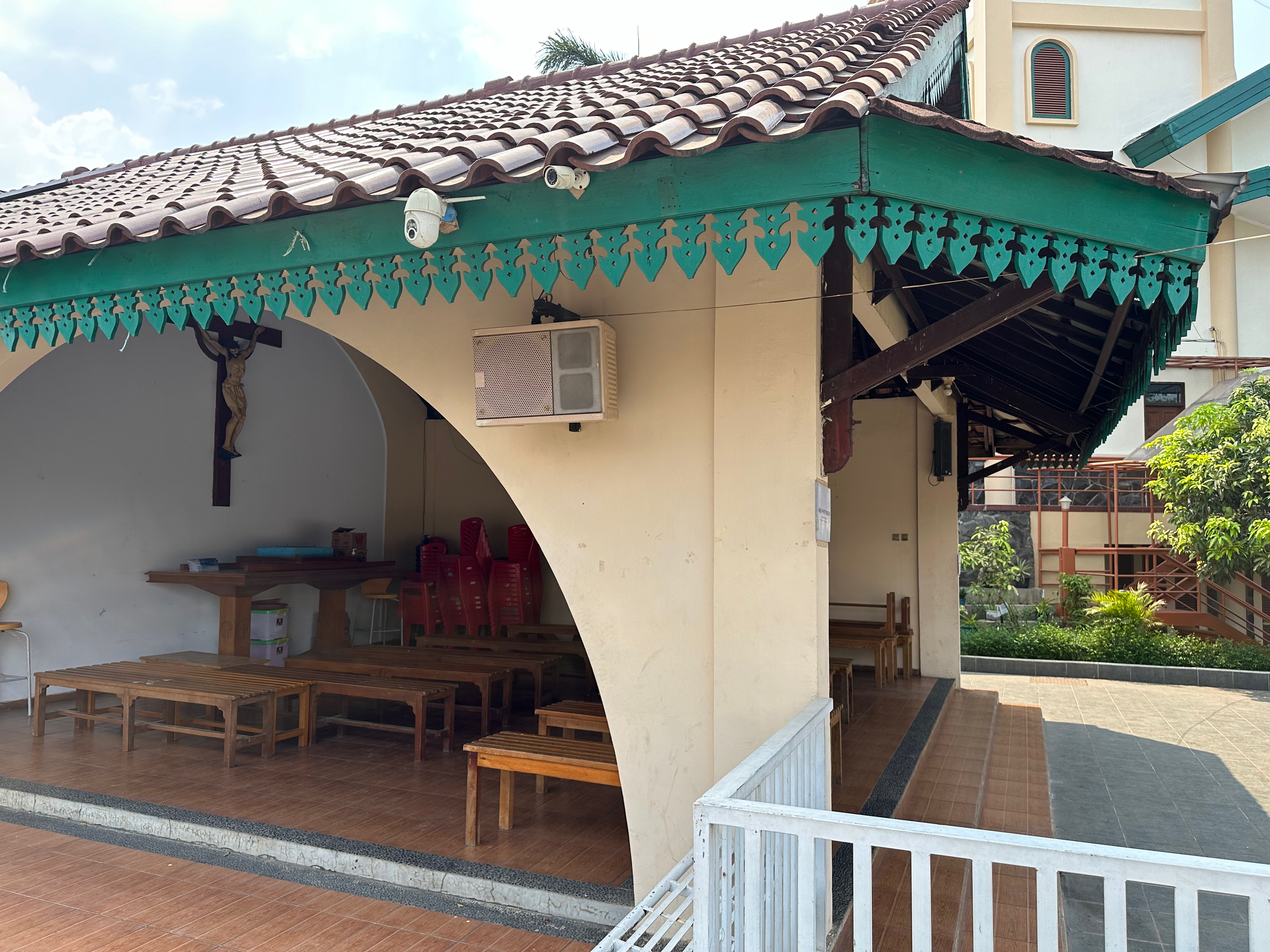
브카시에 있는 베타위 교회

기독교 신앙을 고백하는 베타위족도 있다. 베타위 민족 기독교인 중 일부는 자신들이 주로 북자카르타의 캄풍 투구 지역에 정착한 지역 주민과 결혼한 포르투갈인 마르데케르족의 후손이라고 주장한다. 오늘날 베타위 문화는 종종 이슬람 문화로 인식되지만, 여기에는 기독교 포르투갈 문화와 중국계 인도네시아인 프라나칸 문화와 같은 다른 뿌리도 있다. 최근에는 베타위 문화와 정체성을 정의하는 데 대한 논쟁이 진행 중이다. 주류 베타위 조직이 이슬람 베타위만을 수용하고 베타위 문화 내의 비이슬람 요소(예: 포르투갈 기독교 베타위 투구와 탕그랑 불교 치나 벤텡 공동체)를 소외시킨다는 비판을 받고 있기 때문이다.
미스터 안팅은 처음으로 캄풍 사와(Kampung Sawah)의 베타위 공동체에 기독교를 전파하여 신비주의, 베타위 문화, 기독교를 결합한 캄풍 사와 개신교회를 설립했다. 그러나 이 공동체는 1895년에 세 개의 경쟁 파벌로 분열되었다. 첫 번째 파벌은 서캄풍 사와에 기반을 둔 구루 라반(Guru Laban)이 이끌었고, 두 번째 파벌은 동캄풍 사와에 기반을 둔 요세(Yoseh) 휘하에 있었으며, 세 번째 파벌은 구루 나타나엘(Guru Nathanael) 휘하로, 캄풍 사와 개신교회에서 해고되어 자카르타 대성당으로 피신하여 가톨릭으로 개종했다. 브카시 캄풍 사와에 있는 가톨릭 성 세르바티우스 성당은 구루 나타나엘 공동체에 그 기원을 두고 있으며, 미사에서 베타위 문화와 언어를 사용한다. 이는 캄풍 사와의 다른 교회들도 공유하는 관습이다.
| 종교     | 총계      |
| -------- | --------- |
| 이슬람교 | 6,607,019 |
| 기독교   | 151,429   |
| 불교     | 39,278    |
| 힌두교   | 1,161     |
| 기타     | 2,056     |
| 전체     | 6,800,943 |

## 문화

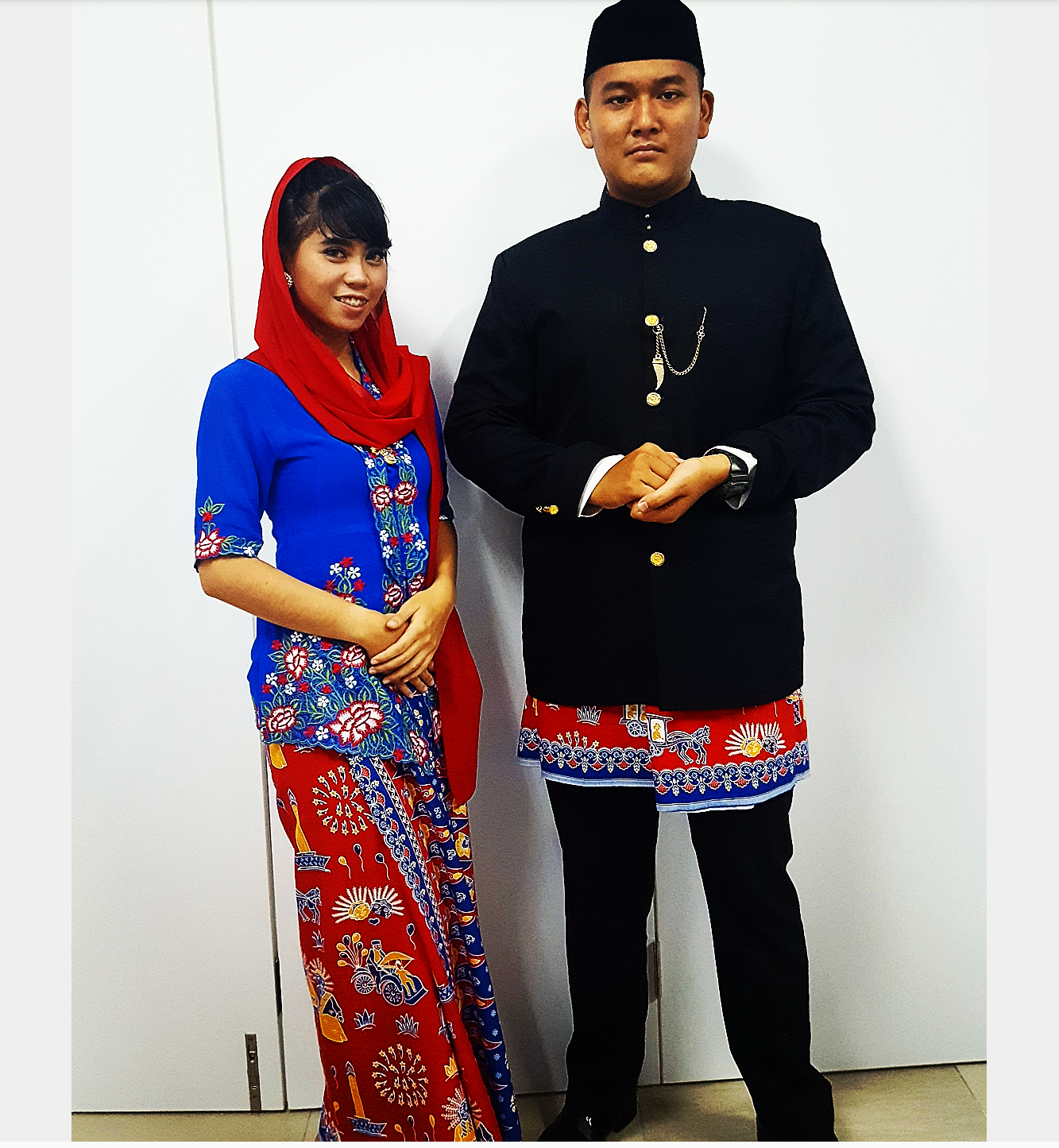
베타위 전통 의상은 바주 데망(Baju Demang) 또는 우중 세롱(Ujung Serong) (남성)과 케바야 엔침(kebaya encim) (여성)으로 알려져 있다.

베타위족의 문화와 예술 형태는 그들의 역사 전반에 걸쳐 겪었던 영향을 보여준다. 음악에서는 포르투갈과 중국의 영향이, 춤에서는 순다족, 자와족, 중국의 영향이 뚜렷하게 나타난다. 베타위 문화가 현재 주변의 더 지배적인 자와족 및 순다족 문화의 압력에 밀려 소외되고 있다는 일반적인 인식과는 달리, 베타위 문화는 자카르타에 정착한 이민자들에게 채택되면서 번성하고 있다. 베타위 문화는 또한 도시의 정체성이 되었으며, 시 정부의 후원을 통해 홍보되고 있다. 베타위 방언은 종종 TV 쇼와 시네트론 드라마에서 사용된다.

### 건축

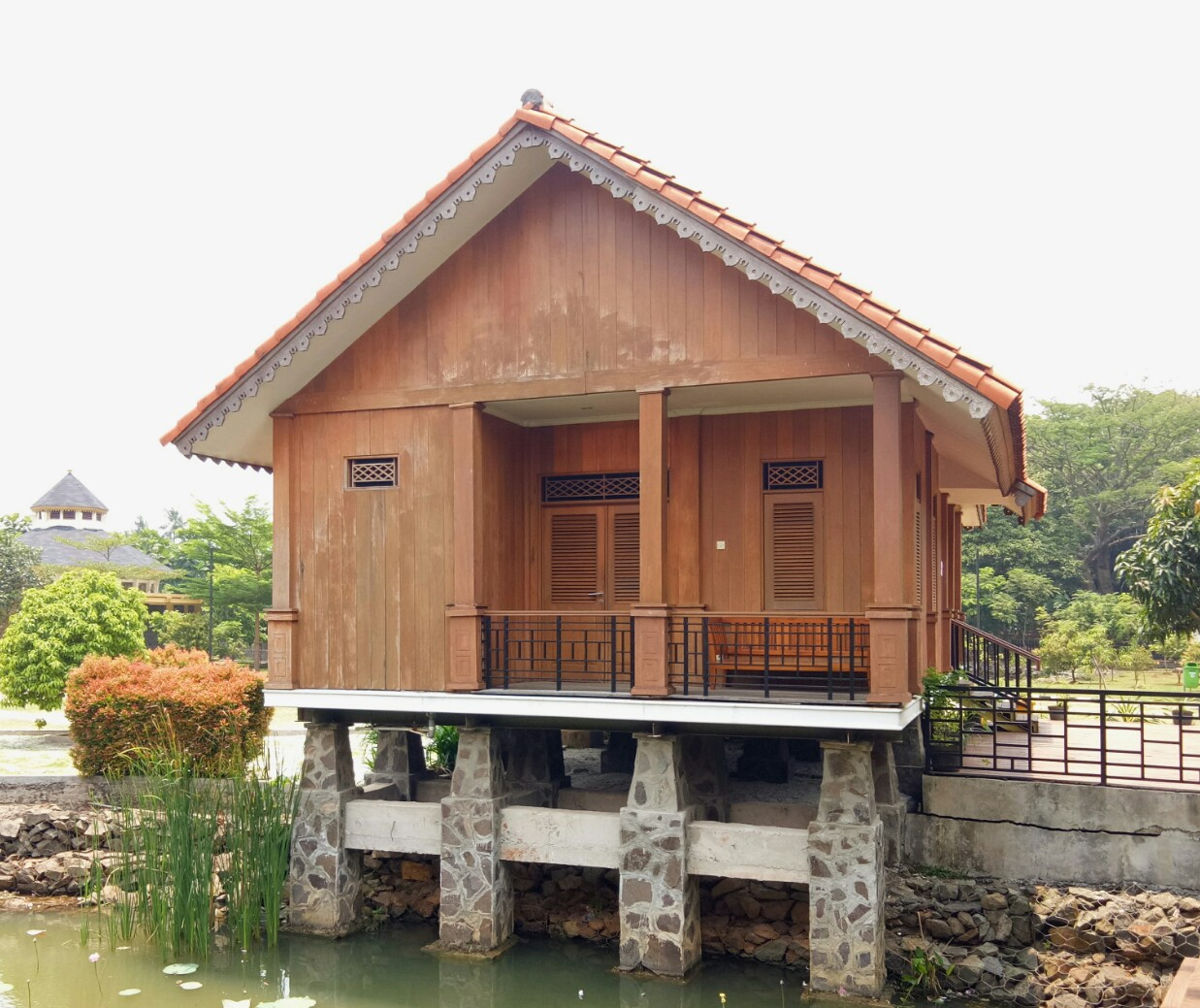
루마 케바야, 베타위 전통 가옥

전통적으로 베타위족은 게동(유럽식 건물)이나 바타비아 성벽 안팎에 밀집된 2층짜리 중국식 루마 토코(상점 주택)에 사는 도시 거주자가 아니었다. 그들은 과수원이 있는 도시 주변의 캄풍에 살고 있었다. 자카르타가 점점 더 인구 밀집도가 높아지면서, 베타위 전통 마을도 대부분 고층 건물과 주요 도로 사이에 겸손한 집들이 밀집된 도시 마을로 변모했다. 더 진정한 베타위 마을 중 일부는 데폭 지역, 서자와주와 접경하는 자카르타 남부의 자가카르사(Jagakarsa) 세투 바바칸(Setu Babakan)과 같은 도시 외곽에서만 살아남았다. 전통적인 베타위 주택은 동자카르타와 남자카르타의 콘뎃(Condet) 및 세투 바바칸 지역의 베타위 전통 캄풍(마을)에서 찾아볼 수 있다.

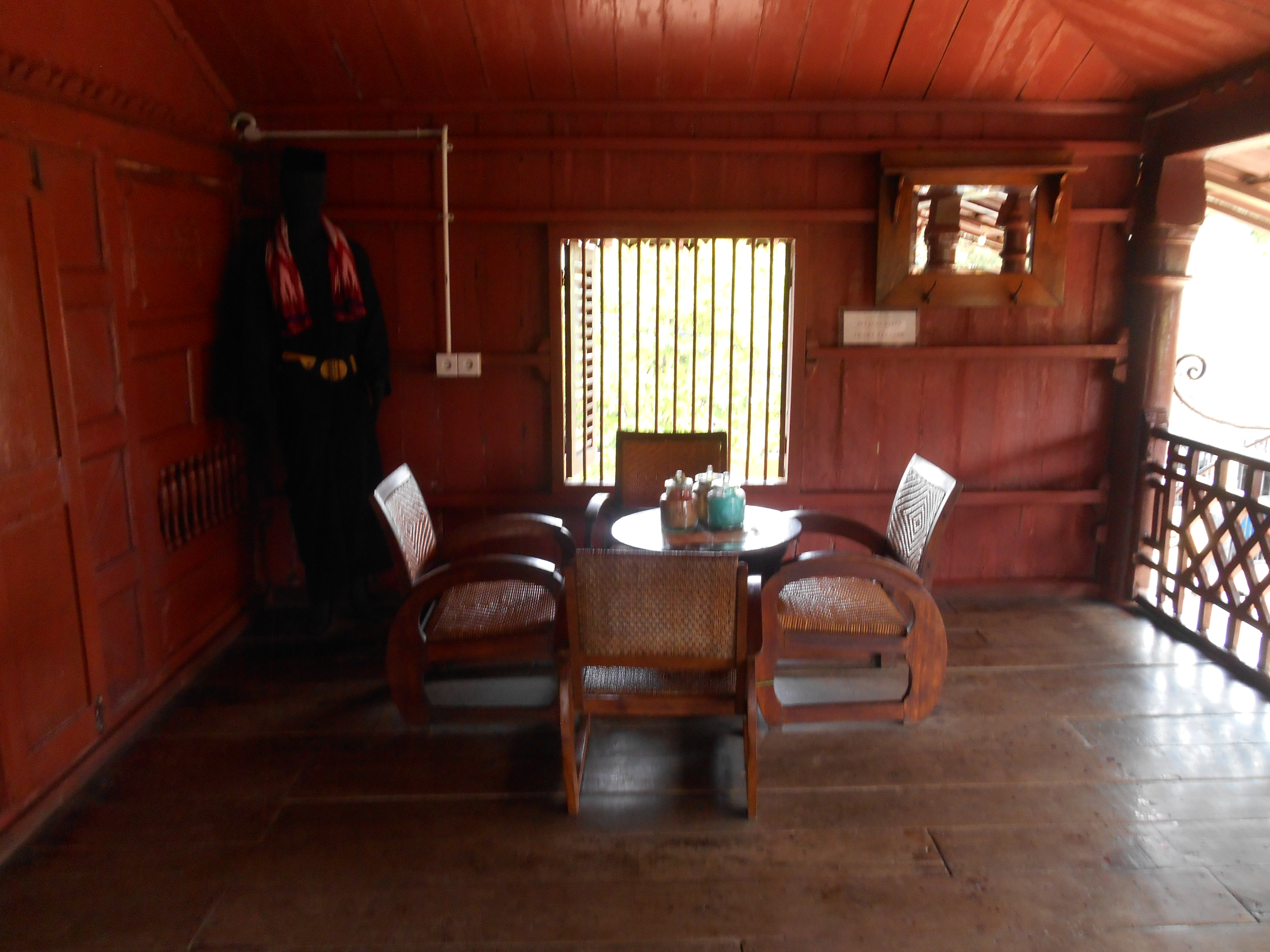
마룬다에 있는 시 피퉁 저택의 내부

북자카르타의 마룬다(Marunda) 해안 지역에서는 베타위 전통 가옥이 루마 판궁 베타위 양식으로 지어졌는데, 이는 고상식으로 지어진 집이다. 해안 고상식 주택은 때때로 조수나 홍수로 범람하는 해안 습윤 환경에 따라 지어졌으며, 말레이 가옥과 부기족 전통 가옥의 영향을 받았을 수 있다. 바타비아 주변의 말레이족과 부기족 이주민들은 역사적으로 무역상이나 어부로 일했기 때문에 해안 지역에 밀집되어 있었다. 오늘날, 부기족 어촌 마을의 집단은 자카르타의 스리부 제도에 거주하는 것을 볼 수 있다. 잘 보존된 베타위 루마 판궁 양식의 예로는 북자카르타의 칠링칭 마룬다에 위치한 시 피퉁의 루마가 있다.
베타위 가옥은 일반적으로 세 가지 양식 중 하나이다: 루마 바팡(또는 루마 케바야), 루마 구당(창고 양식), 그리고 자와족의 영향을 받은 루마 조글로. 대부분의 베타위 가옥은 높은 지붕을 가진 조글로 가옥을 제외하고는 박공지붕을 가지고 있다. 베타위 건축은 지붕 처마에 적용되는 일련의 나무 널빤지인 기기 발랑("메뚜기 이빨")이라는 특정 장식물을 가지고 있다. 베타위 가옥의 또 다른 특징은 베타위 가족이 손님을 맞이하는 틀로 된 개방형 전면 테라스인 랑칸(langkan)이다. 넓은 전면 테라스는 야외 생활 공간으로 사용된다.

### 음악

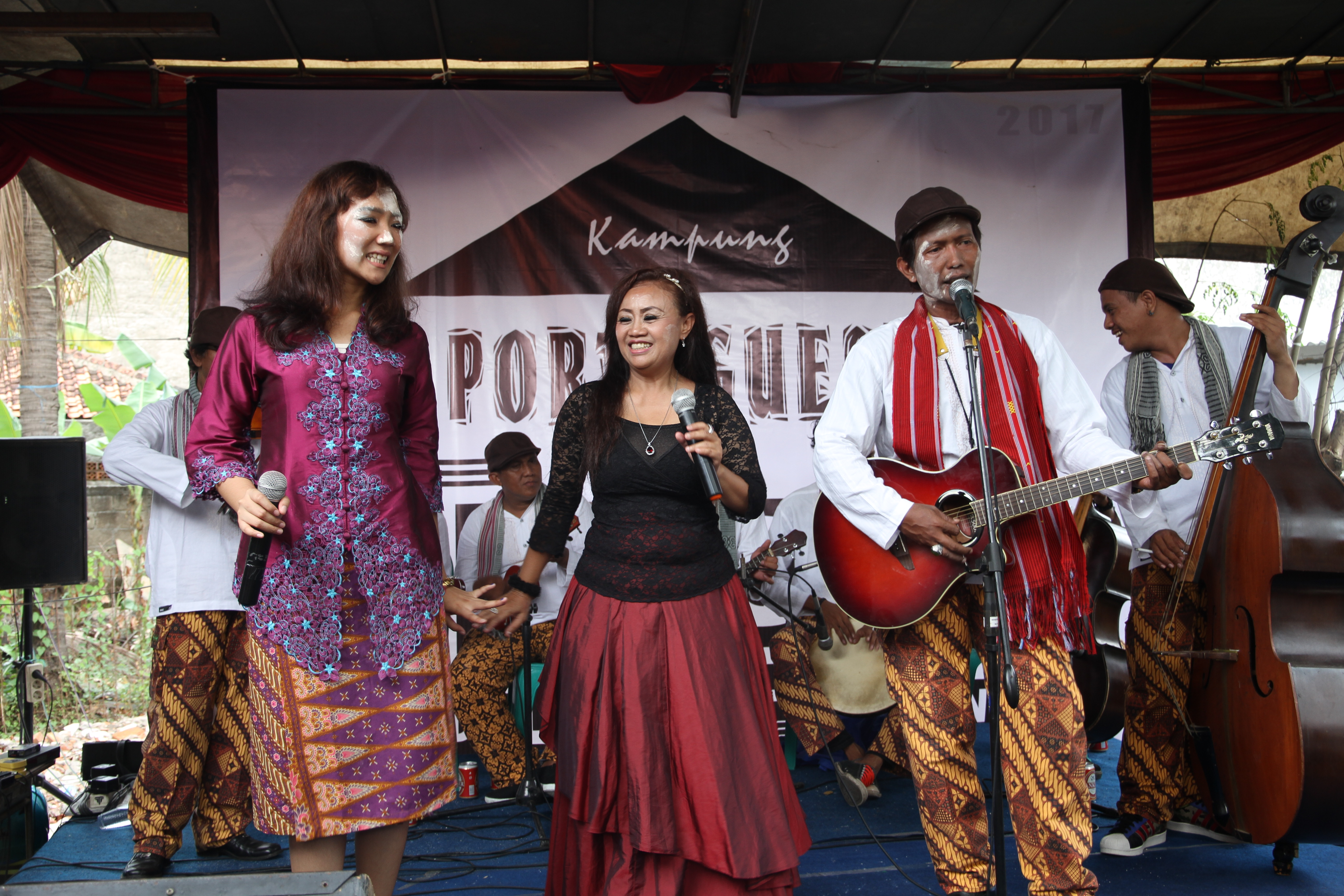
크론총 투구

감방 크로몽과 탄지도로, 그리고 크론총 케마요란(Keroncong Kemayoran) 음악은 북자카르타 투구 지역의 포르투갈계 인도네시아인 마르데케르족의 크론총 음악에서 유래한다. "시 잘리잘리"는 전통적인 베타위 노래의 한 예이다.

### 춤과 드라마

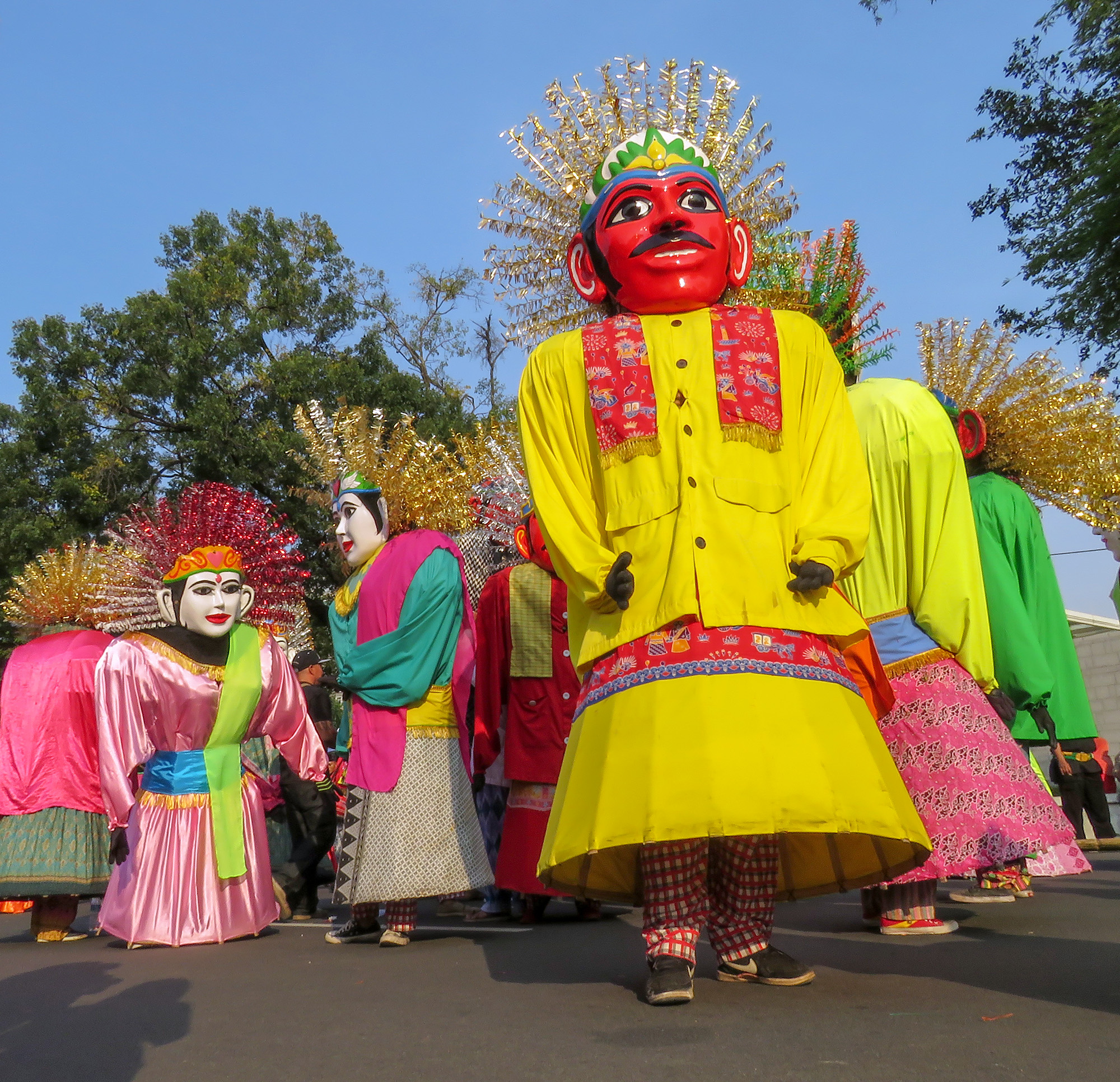
온델온델 베타위

온델온델 대나무 가면 인형 거대 모형은 중국인-발리인 바롱 란둥 및 순다인 바다왕과 유사한 가면 춤 예술 형태이다. 전통적인 베타위 춤 의상은 중국과 유럽의 영향을 모두 보여주며, 야퐁 춤과 같은 동작은 중국 양식이 가미된 순다족 자이퐁안 춤에서 유래했다. 또 다른 춤으로는 토펭 베타위 또는 베타위 가면 춤이 있다.
베타위의 인기 있는 민속 드라마는 레농이라고 불리며, 이는 지역 도시 전설과 외국 이야기, 베타위 사람들의 일상생활에서 주제를 가져오는 연극 형태이다.

### 의식

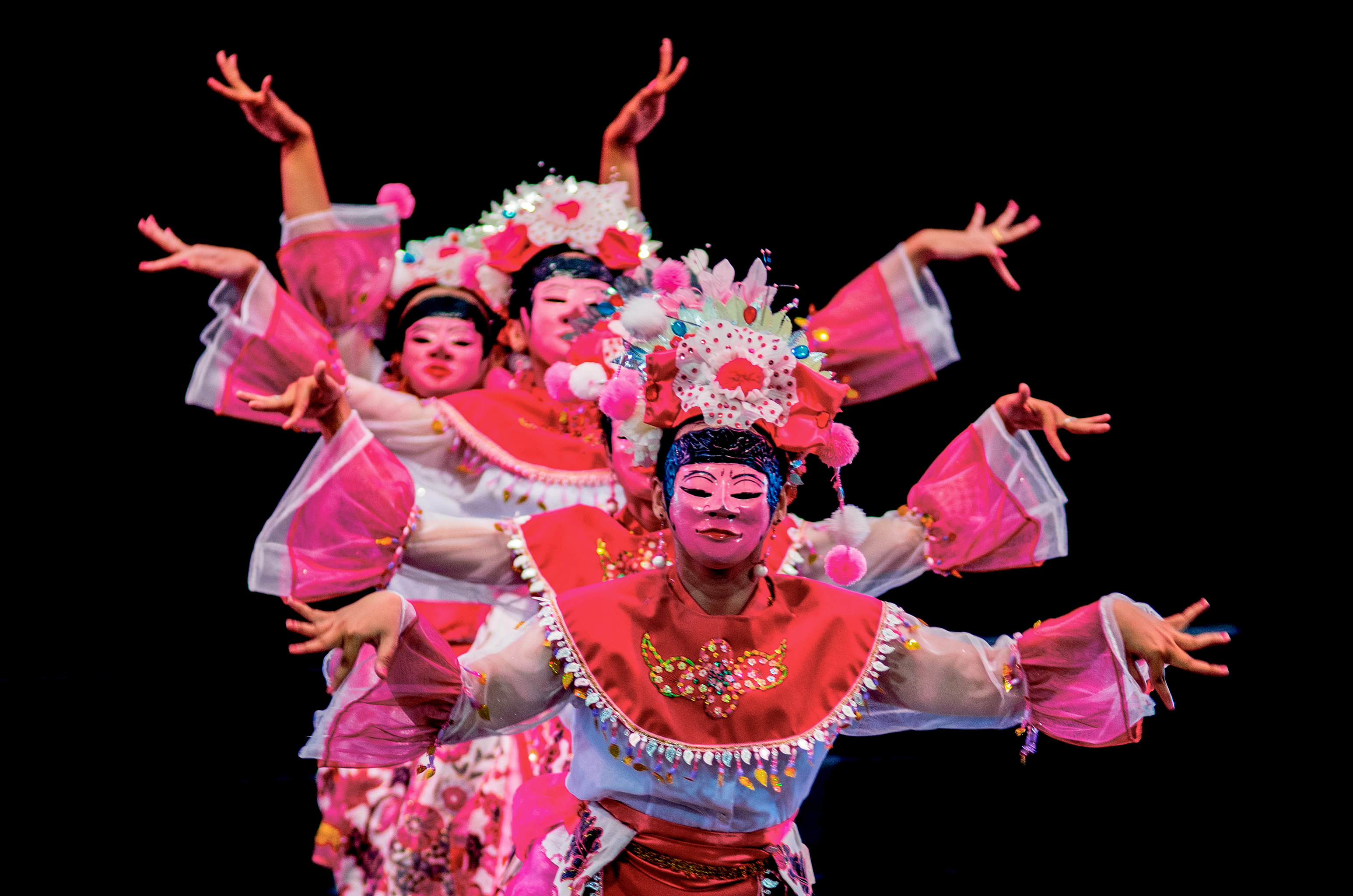
베타위 가면 춤 (타리 토펭 베타위)

망캥(Mangkeng)은 중요한 공개 모임, 특히 결혼식에서 사용되는 의식이다. 주된 목적은 행운을 가져오고 비를 막는 것이다. 이는 이름이 유래된 마을 주술사, 즉 망캥 주술사에 의해 행해진다.
베타위족 결혼식에서는 팔랑 핀투(문빗장)라는 실랏 베타위 시연 전통이 있다. 이는 신랑 측 일행과 신부 측 자고안 캄풍(지역 챔피언) 간의 안무된 모의 싸움이다. 싸움은 당연히 신랑 측 일행이 이기며, 마을 챔피언들이 그를 신부 집으로 환영한다. 베타위족의 전통 결혼 의상은 신부 의상에서 중국의 영향을, 신랑 의상에서 아랍의 영향을 보여준다. 베타위족은 결혼식, 할례 또는 기타 축하 행사에서 폭죽을 사용하는 중국 문화를 빌려왔다. 결혼식에서 로티 부아야 (악어 빵)를 가져오는 전통은 아마도 유럽 풍습일 것이다.
다른 베타위 축하 행사 및 의식에는 수나탄 또는 키타난(이슬람 할례), 그리고 르바란 베타위 축제가 포함된다.

### 무술

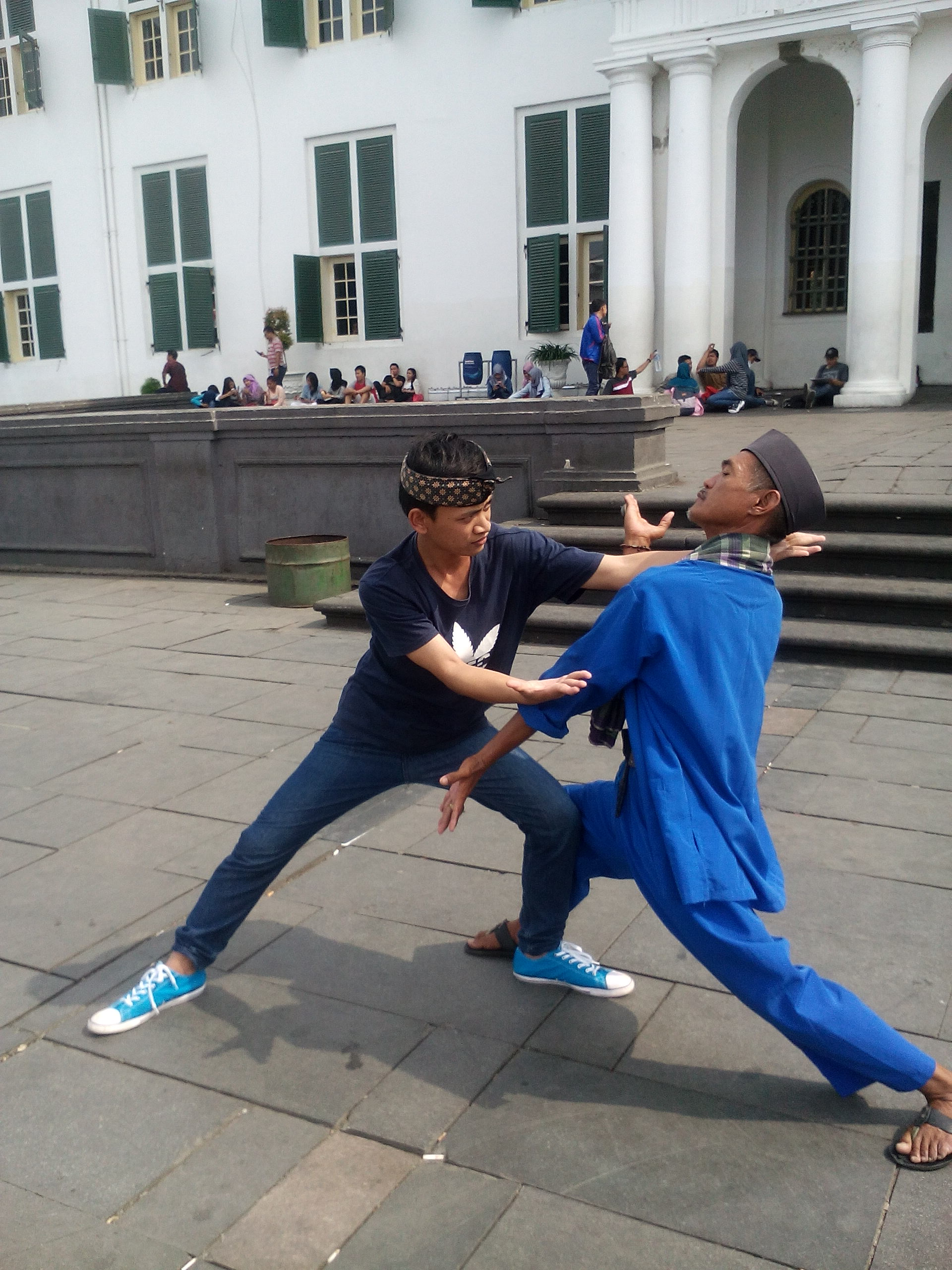
코타 투아 자카르타에서 실랏 베타위 시연

실랏 베타위는 베타위족의 무술로, 한때 그리 인기가 없었지만 최근 레이드와 같은 실랏 영화의 인기로 더 큰 주목을 받고 있다. 베타위 무술은 식민지 시대에 종종 식민지 당국에 맞섰던 베타위 문화의 자고안(Jagoan, 문자적으로 "강한 남자" 또는 "지역 영웅")에 뿌리를 두고 있다. 네덜란드인들은 그들을 폭력배와 산적이라고 경멸했지만, 현지 프리부미들에게는 원주민의 영웅으로 크게 존경받았다. 베타위 방언으로 그들의 펜착 실랏 스타일을 마엔 푸쿨란(Maen Pukulan, 문자적으로 "타격 놀이")이라고 부르는데, 이는 순다족의 마엔 포(Maen Po)와 관련이 있다. 주목할 만한 유파로는 벡시와 칭크릭이 있다. 벡시는 자카르타 대도시권에서 가장 일반적으로 수련되는 실랏 형태 중 하나이며, 근거리 전투 스타일과 공격적인 다리 동작의 부재로 다른 베타위 실랏 스타일과 구별된다.

### 요리
번성하는 항구 도시에서 뿌리를 찾은 베타위는 수세기 동안 자카르타 주민들에게 영향을 미친 외국 요리 전통을 반영하는 절충적인 요리를 가지고 있다. 베타위 요리는 프라나칸 요리, 말레이 요리, 순다족 요리, 자와족 요리의 영향을 많이 받았으며, 어느 정도는 인도, 아랍, 유럽 요리의 영향을 받았다. 베타위족은 소토 베타위와 소토 카키, 나시 우둑, 케락 텔로르, 나시 울람, 아시난, 케토프락, 루작, 세무르 젠콜, 사유르 아셈, 가부스 푸충, 그리고 가도가도 베타위와 같은 몇 가지 인기 있는 요리를 가지고 있다.

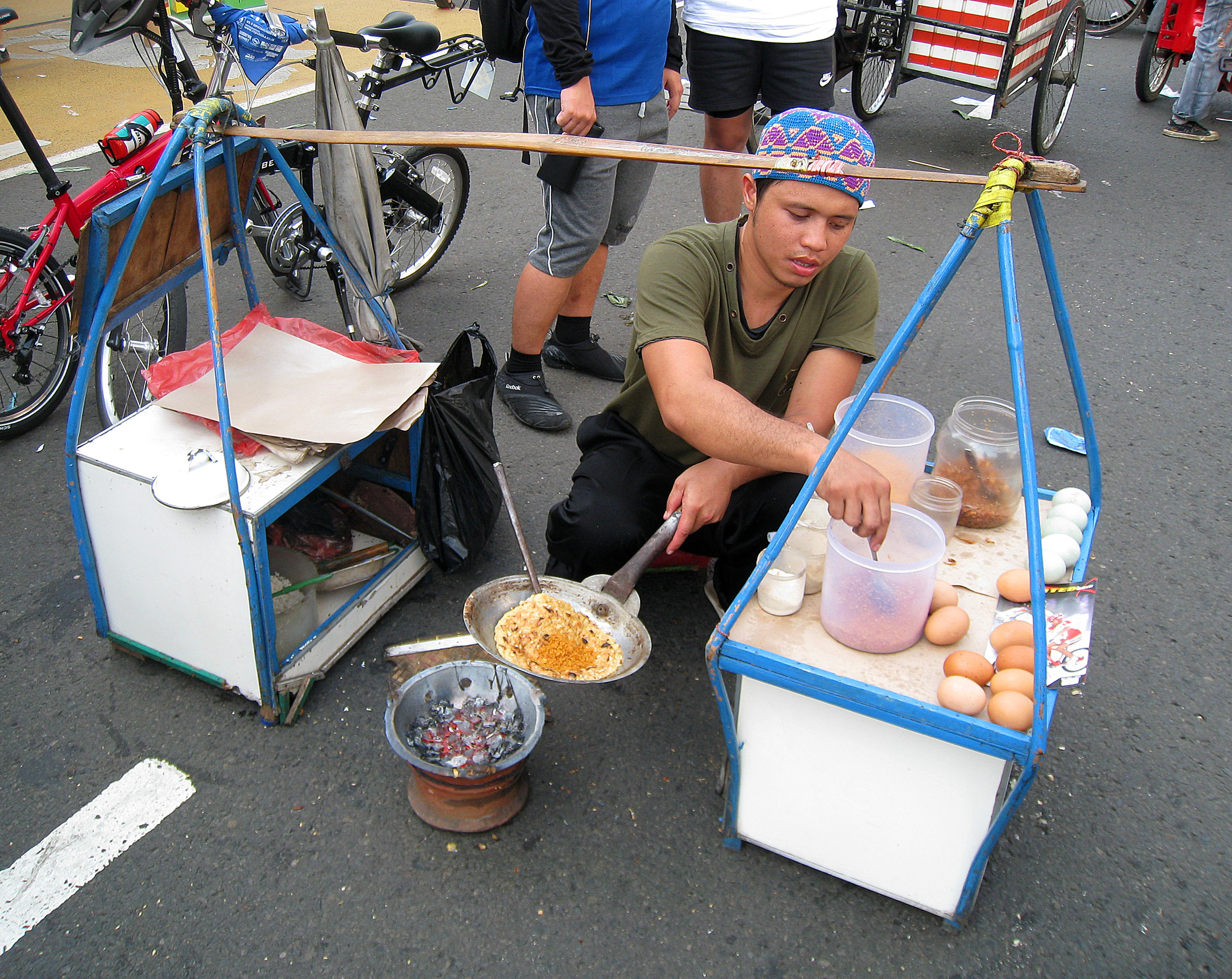
케락 텔로르
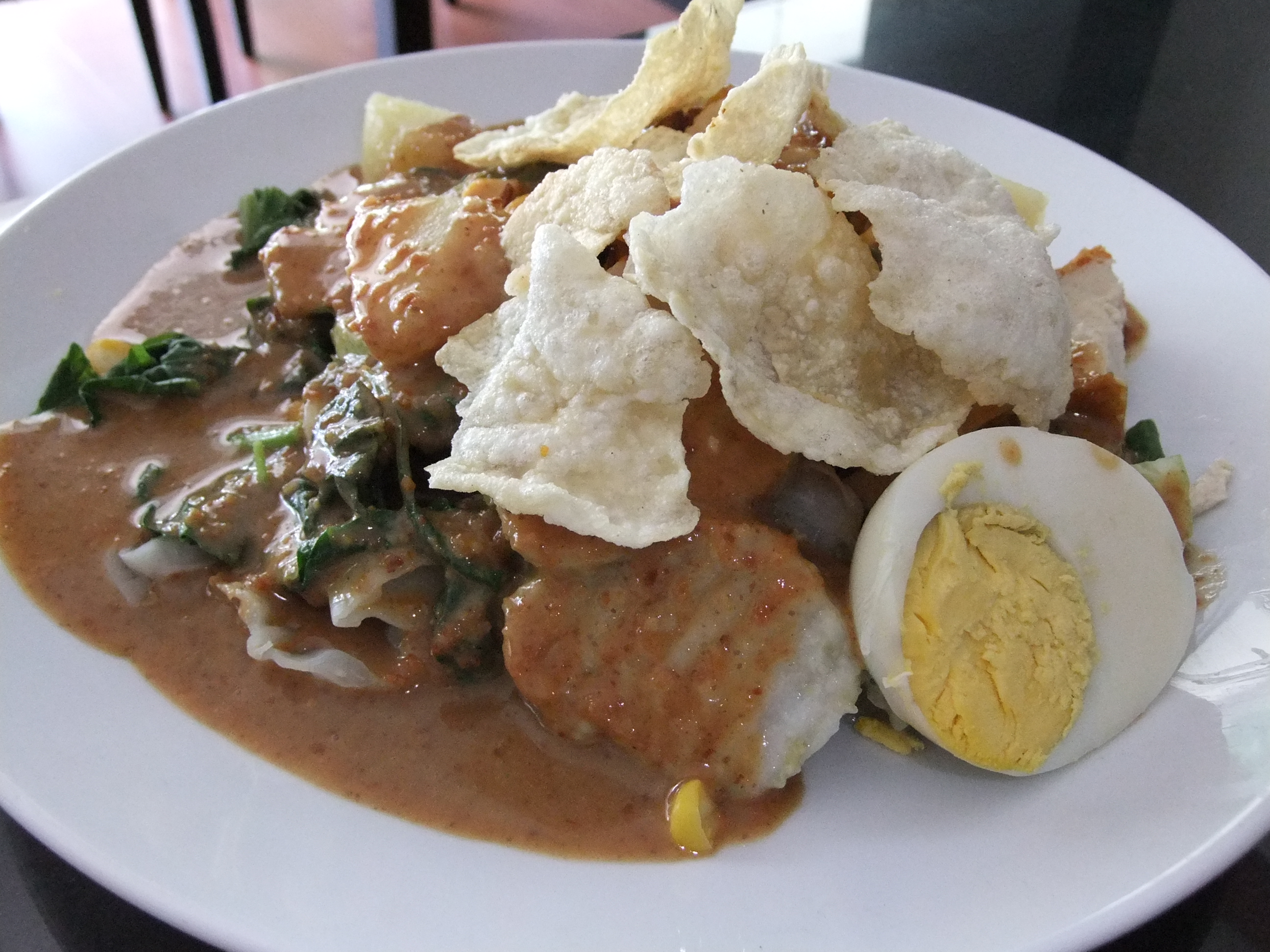
가도가도
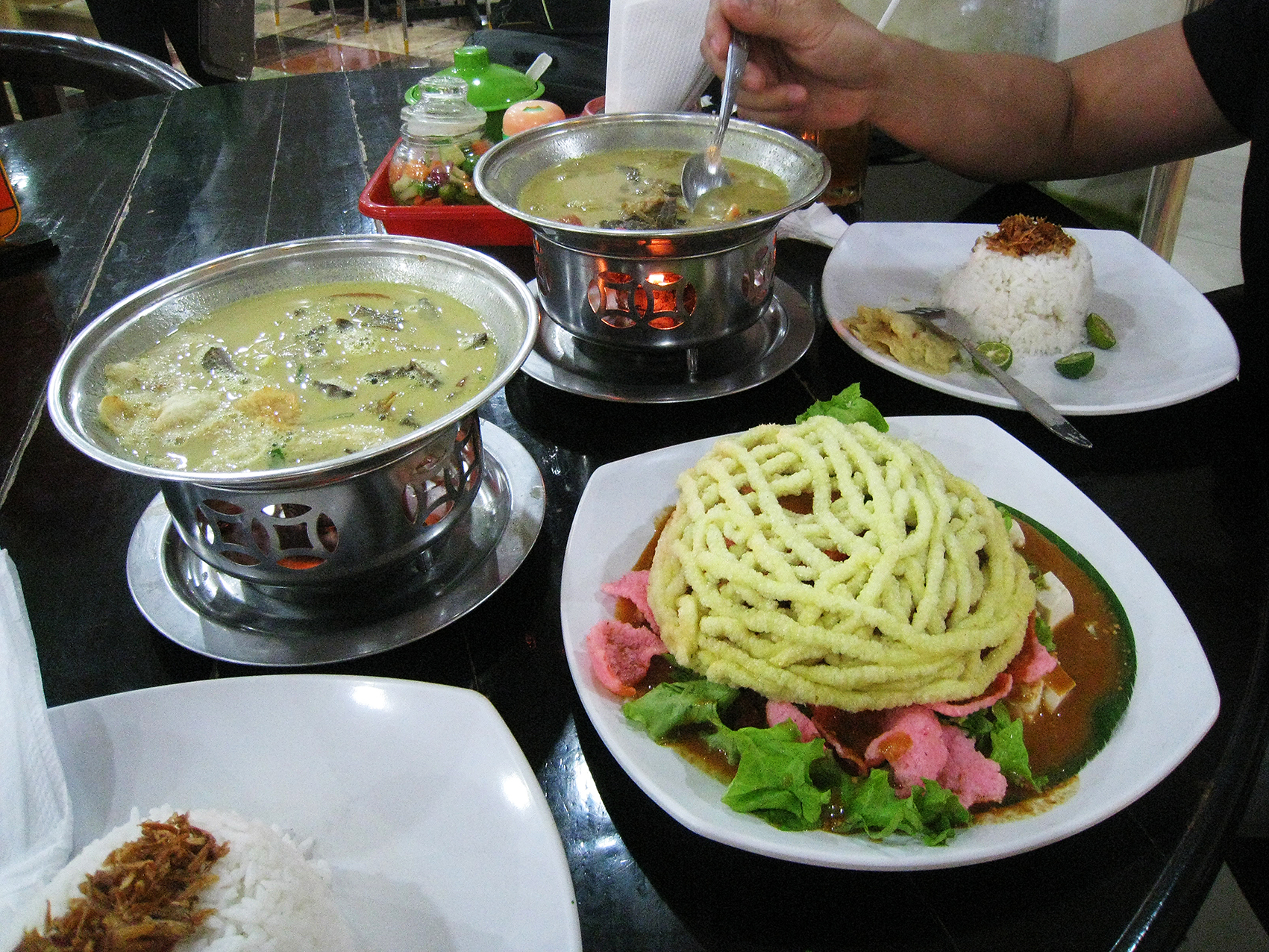
소토 베타위와 아시난 베타위
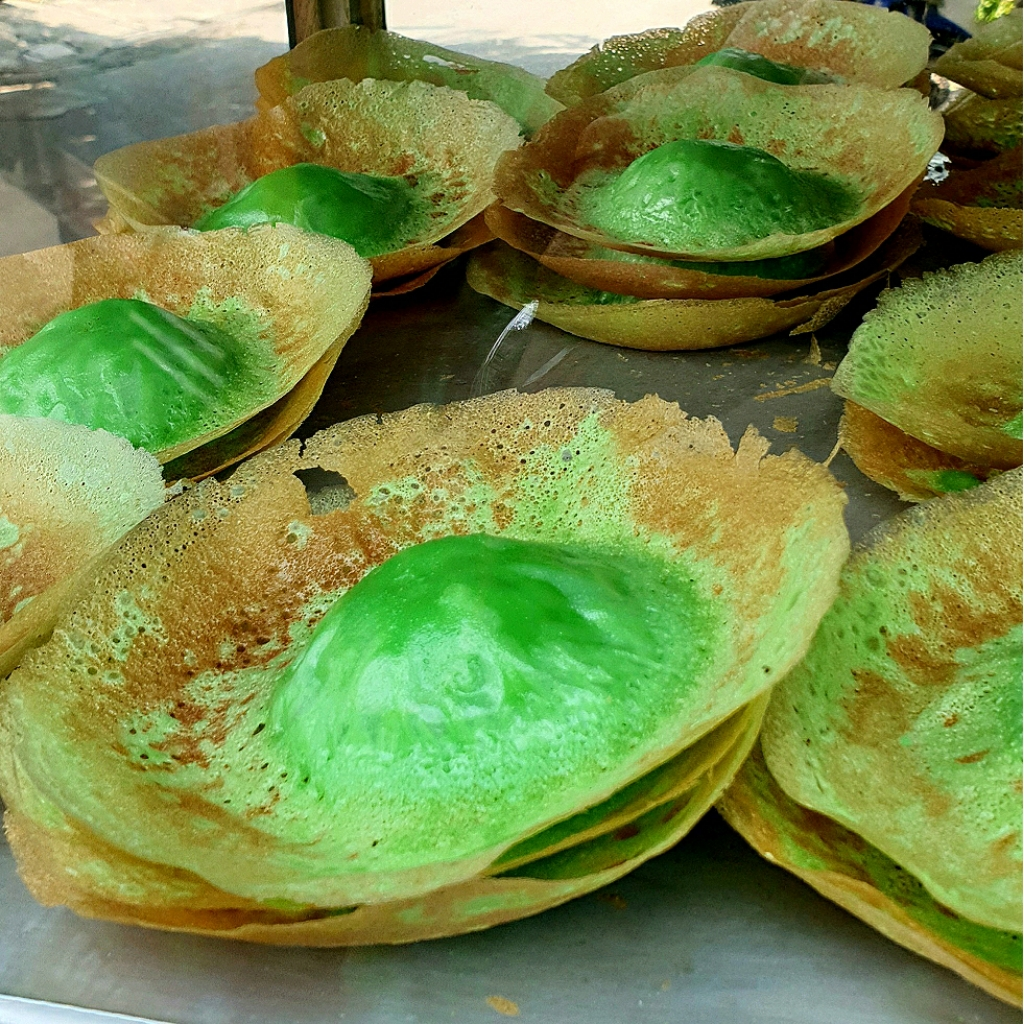
쿠에 아페 또는 쿠에 테테
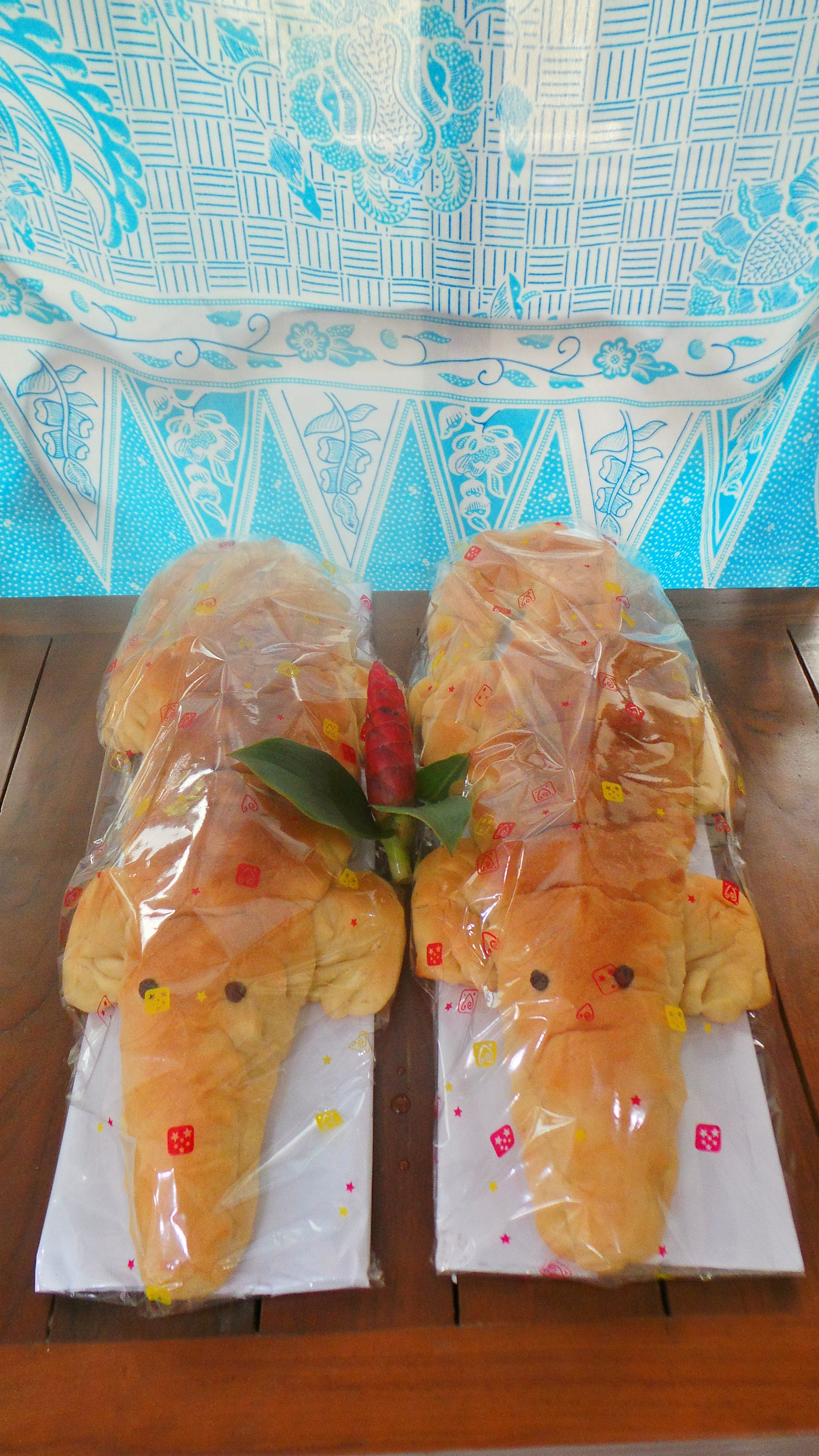
로티 부아야 (악어 빵)

## 저명한 인물
- 시 피퉁, 전설적인 도적

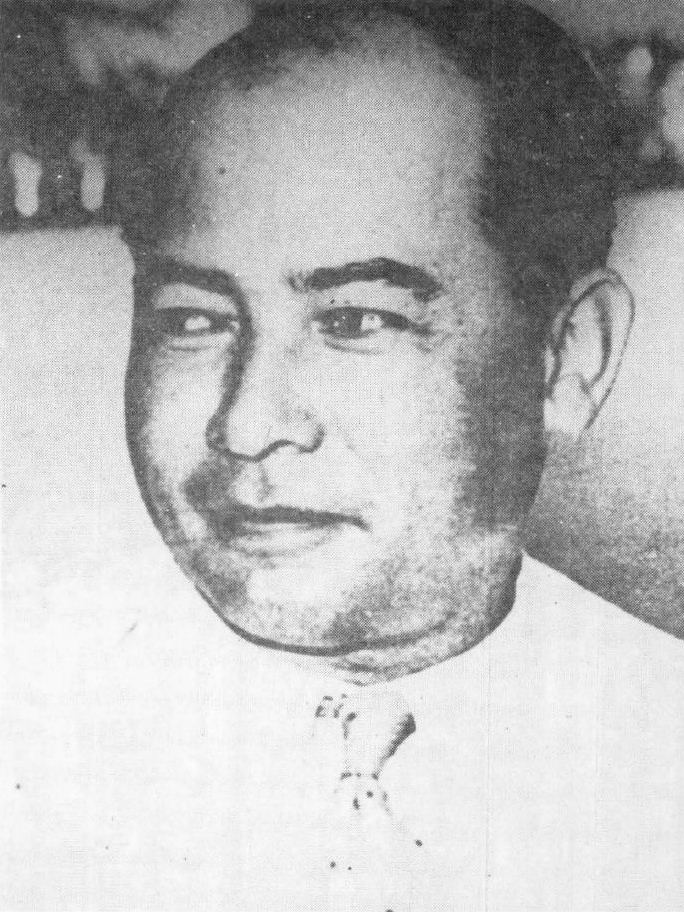
모하마드 후스니 탐린, 자카르타 출신 국민 영웅으로 인정받음

- 모하마드 후스니 탐린, 인도네시아 국민영웅
- 베냐민 수엡, 전설적인 코미디언, 가수 겸 배우
- 이맘 샤페이, 군인 겸 전 보안 특별 장관
- 이스마일 마르주키, 작곡가 겸 음악가
- 파우지 보워, 자카르타 주지사 2007–2012
- 자이누딘 M. Z., 전국적인 이슬람 설교자 겸 정치인
- 수랴 다르마 알리, 정치인
- 오마스와티, 배우
- 음포크 노리, 코미디언
- 줄리아 페레즈, 배우 겸 가수
- 수랴 사푸트라, 배우, 가수 겸 모델
- 이코 우와이스, 배우, 무술가 겸 스턴트맨
- 아유 팅팅, 가수
- 아이만 위차크소노, 언론인 겸 뉴스 앵커
- 아스미란다, 배우 겸 가수
- 데위 레제르, 배우, 진행자 겸 모델

## 같이 보기
- 바타비아 (현재 자카르타)
- 벤텡 중국인
- 코코스 말레이인
- 마르데케르족

## 참고 문헌
- Castles, Lance The Ethnic Profile of Jakarta, Indonesia vol. I, Ithaca: Cornell University April 1967
- Guinness, Patrick The attitudes and values of Betawi Fringe Dwellers in Djakarta, Berita Antropologi 8 (September), 1972, pp. 78–159
- Knoerr, Jacqueline Im Spannungsfeld von Traditionalität und Modernität: Die Orang Betawi und Betawi-ness in Jakarta, Zeitschrift für Ethnologie 128 (2), 2002, pp. 203–221
- Knoerr, Jacqueline Kreolität und postkoloniale Gesellschaft. Integration und Differenzierung in Jakarta, Frankfurt & New York: Campus Verlag, 2007
- Saidi, Ridwan. Profil Orang Betawi: Asal Muasal, Kebudayaan, dan Adat Istiadatnya
- Shahab, Yasmine (ed.), Betawi dalam Perspektif Kontemporer: Perkembangan, Potensi, dan Tantangannya, Jakarta: LKB, 1997
- Wijaya, Hussein (ed.), Seni Budaya Betawi. Pralokarya Penggalian Dan Pengem¬bangannya, Jakarta: PT Dunia Pustaka Jaya, 1976